# プンツォリン

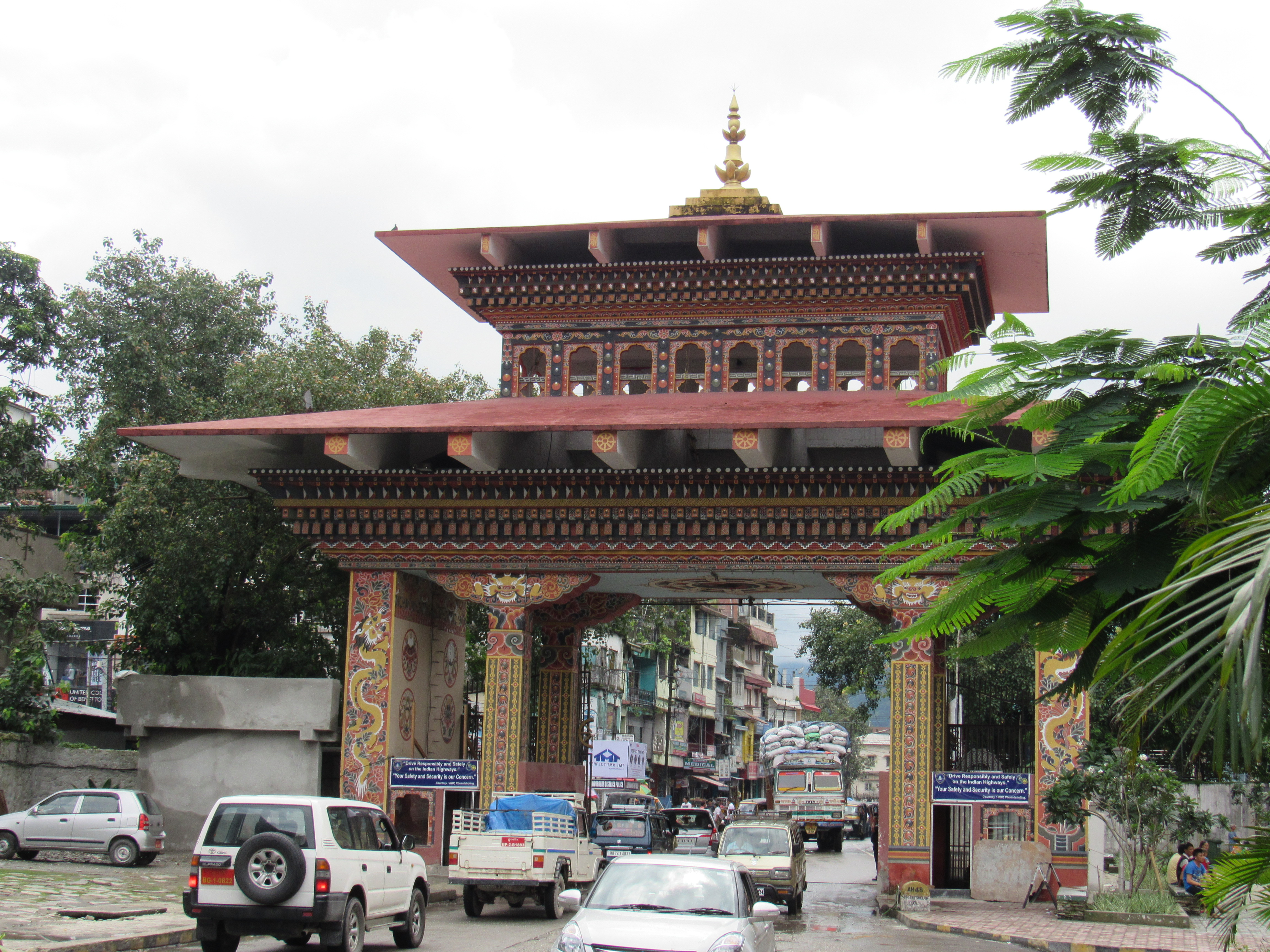
ブータン側から見たインド・ブータン国境ゲート

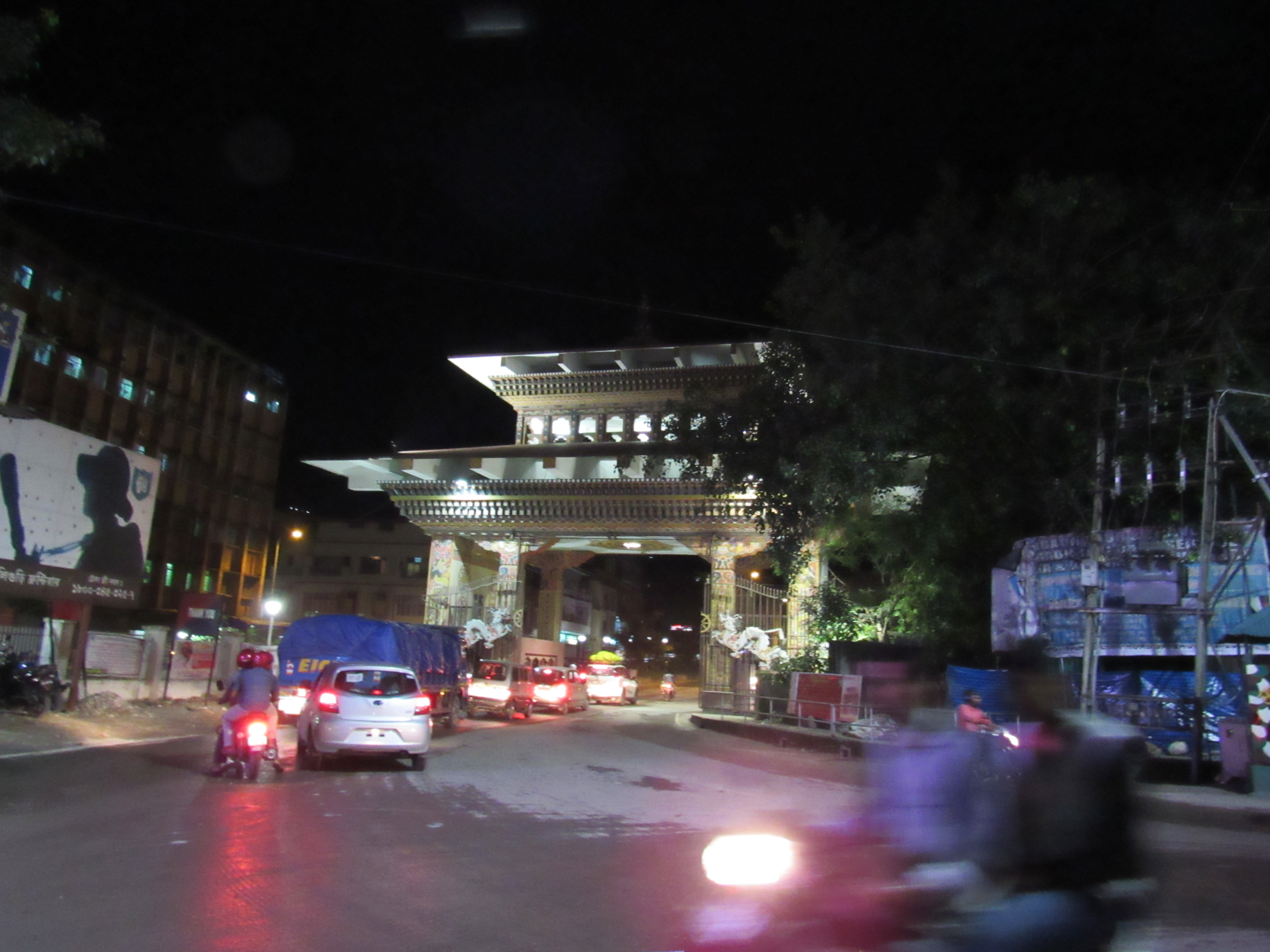
インド・ジャイガオン側から見た国境ゲート

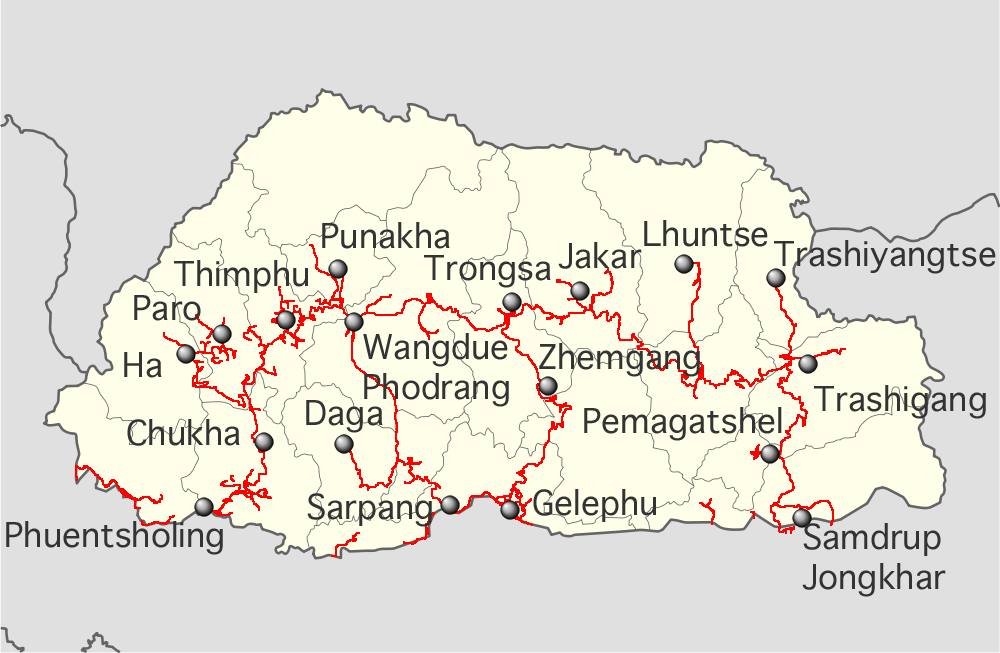
ブータン主要道路図

プンツォリン（Phuntsholing）は、ブータンの都市。ブータン南端にある国境の町であり、チュカ県の県都である。プンツォリンの町は、行政的にはプンツォリン村とサンフェリン村の二つの村（ゲオク）に分かれている。
プンツォリンはインド領のジャイガオンの町と隣接しており、国境貿易によって繁栄してきた。首都ティンプーに移転するまでは、ブータン銀行の本部が置かれていた。2005年にはプンツォリンの人口は20,537人であり、首都ティンプーに次ぐブータン第二の都市である。

## 歴史
プンツォリンに最初の一戸建ての店舗が建設されたのは1958年のことである。当時のジグミ・パルデン・ドルジ首相は、この地の住民にコンクリートでの住宅建設を勧めた。これに従いタシ・グループが最初のコンクリート住宅を建設し、チベット人とインド人がそれに続いた。その頃の建築で現代まで残っているものとしては、ブータン・エンタープライズやJatan Prasad Lal Chand Prasadの商店、Zantdopelri lhakhang近くの美容院などがある。この発表の後で、Zangdopelri地区に18軒の商店が建設された。Zangdopelri地区にはバスターミナルも建設され、毎週土曜日には市が立つようになった。これに伴い、上記コンクリート住宅以外にも小屋が建設されるようになり、プンツォリンの都市としての成長がはじまった.。1964年4月5日、ジグミ・ドルジ・ワンチュク国王がスイスで病気療養中に、改革派のジグミ・パルデン・ドルジ首相がプンツォリンで王党派の幹部によって暗殺された。この事件の後、首相の家族は厳重な監視下に置かれた。

## 文化
プンツォリンは対インド交易の中心地となっており、ブータンの貿易のうち輸出73%、輸入83%がこのプンツォリンの国境を通して行われる。両国国境は非常に長い壁によって隔てられており、門がひとつある。地元民に対するチェックは非常にゆるいため、プンツォリンとジャイガオンの都市は一体化しており、ブータン人労働者が家賃の安いジャイガオン側に居住したり、インド人富裕層が閑静なプンツォリン側に居住することは珍しくない。インド、バングラデシュ、モルディブからの観光客はブータンに入国する際にビザは必要ないが、パスポートや投票者IDカードなどの身元証明書を提示し、プンツォリンの国境で入国許可を取る必要がある。他の国からの観光客はツアーガイドを雇い、彼らを通してビザを取る必要がある。入国ゲートにはインド陸軍およびブータン陸軍から警備兵が派遣されている。入国ゲートを出たすぐのところに坂が存在する。
プンツォリンにある国境は、二つの非常に異なる文化と民族を非常に明確に隔てている。国境の先にあるインド領のジャイガオンは、多くのブータン人の買い物客が訪れるにもかかわらず、ほかの西ベンガル州の都市と同じように大きくにぎやかで騒々しい街となっている。それに対し、プンツォリンはブータンの金融・工業・商業の中心地であり他のブータンの都市に比べ明確な特色を持っており、隣接するインド文化の影響を少しは受けているものの、ジャイガオンに比べはるかに閑静な雰囲気を持っている。

## 交通
プンツォリンには空港も鉄道も存在しないが、国境を挟んで約20㎞南にある北ベンガルのハシマラにインド鉄道の駅があり、同駅からプンツォリンまで鉄道を引く計画が存在する。最も近いインドの大都市はシリグリであり、シリグリのニュー・ジャルパーイーグリー駅とNew Alipurduar駅が最も近い拠点駅となる。また、プンツォリンには北ベンガルのいくつかの街からバスが通じている。
市内のほぼどこからでも、ティンプーへの道が丘の上を蛇行しているのを見ることができ、夜は首都に向かう車のヘッドライトを容易に見ることができる。プンツォリンはブータン横断道路の起点であり、この幹線道路は557㎞東のタシガンまで国内各都市を結んでいる。